# 구와촌 (도치기현)
구와촌(桑村)은 도치기현의 남부 시모쓰가군에 속했던 촌이다. 이바라키현과 접했다.

## 역사
- 1889년 4월 1일 - 정촌제 시행에 의해 시모쓰가군 구와촌이 성립하였다.
- 1956년 9월 30일 - 기누촌과 합병해 구와키누촌이 되었다.

## 참고문헌
- 『栃木県町村合併誌 第五巻』 栃木県、1958年3月。